# Joseph Marchand (SOE)
Pour les articles homonymes, voir Joseph Marchand et Marchand.
 Joseph Marchand (1891-?)  fut, pendant la Seconde Guerre mondiale, un agent secret français du Special Operations Executive. D'abord recruté sur place, à Lyon, par Robert Boiteux, il fit partie du réseau SPRUCE pendant un an. Puis, après une période d'entraînement en Angleterre, il fut parachuté en France pour y former un nouveau réseau action, NEWSAGENT, qui joua un rôle important dans la région de Saint-Étienne pour la libération du pays.

## Identités
- État civil : Joseph Marchand
- Comme agent du SOE, section F :
  - Nom de guerre (field name) : « Ange »
  - Nom de code opérationnel : NEWSAGENT (en français MARCHAND DE JOURNAUX)

## Éléments biographiques
1891. Naissance de Joseph Marchand.
1942
- Juin. Joseph Marchand est l’une des premières recrues de Robert Boiteux et devient son principal assistant local dans le réseau SPRUCE.

1943
- Août. Mi-août, Robert Boiteux, Joseph Marchand « Ange » et Jean-Marie Régnier sont rappelés à Londres (Boiteux et Marchand rentrent par avion[1] et Régnier par l'Espagne). La zone sera reprise par Robert Lyon (réseau ACOLYTE), Joseph Marchand lui-même (réseau NEWSAGENT) et Albert Browne-Bartroli (réseau DITCHER). Joseph Marchand suit une période d’entraînement. Il est promu capitaine et se déclare volontaire pour retourner en France.

- Octobre. Dans la nuit du 20/21, Marchand retourne en France et est accueilli par Henri Déricourt. Sa mission consiste à établir une organisation dans la région de Saint-Étienne, en se concentrant sur le sabotage pour le D-day et à constituer des groupes de guérilla. Ses activités jusqu’en août 1944 ont été fortement contrariées par les messages inintelligibles envoyés et reçus par son opérateur radio, recruté localement. La région de Saint-Étienne souffre beaucoup d’arrestations, mais Marchand trouve trois bons assistants locaux : lieutenant Clément Boirayon, son frère Emile Boirayon et Adolphe Reymond « Aldo », ce dernier étant chef du maquis de Montbrison.

1944
- Janvier. Le groupe de Marchand réussit à saboter les laminoirs aux aciéries de Saint-Chamond la veille de leur mise en route. Plusieurs sabotages mineurs dans différentes usines de Saint-Étienne sont perpétrés.
- Mai. Les usines d’aluminium à Rive-de-Gier sont totalement arrêtées pour plusieurs mois, représentant une production de 200 tonnes par mois.
- Juin. Le 2, les Allemands font un raid sur l'entrepôt de Marchand dans la région de Condrieu et de Rive-de-Gier, à la suite de l'arrestation du chef de réception, M. Bourges et de son ami François Aubert -dans des circonstances demeurées obscures). Ce désastre majeur empêche l'exécution du plan de Marchand destiné à armer 1 000 hommes dont il dispose juste avant le D-day. Il lui faut réduire ses objectifs en organisant un maquis de 150 hommes seulement à Montbrison-sud. Ils n'ont que dix mitrailleuses à se partager. Clément Boirayon constitue un maquis près de Saint-Anthème (Puy-de-Dôme). Ils se concentrent sur les coupures ferroviaires, les destructions de locomotives et les attaques de colonnes allemandes.
- Juillet. Le 5, un parachutage d’armes et d’explosifs permet à Marchand et à ses hommes d’attaquer la voie ferrée entre Saint-Étienne et Roanne. Il détruit aussi le poste d’aiguillage à Montrond-les-Bains. Quand les explosifs viennent à manquer, il détruit quatre locomotives en organisant leur collision. Après le D-day, des actions de guérilla sont organisées pour la défense de Lérigneux, où 150 Allemands sont tués et blessés avec l’aide de l’Armée secrète et des Francs-tireurs et partisans[Information douteuse]. Le 25, le lieutenant André Louis Henri Martin (André Porthos ou JUST), un opérateur radio recruté localement, est accepté par Marchand comme opérateur radio du réseau. À ce poste, il va envoyer 41 messages et en recevoir 23, travaillant jusqu’au 20 août de Pontcharra, date à laquelle ils partent au maquis de Montbrison.
- Septembre. Le 2, un convoi de 2 000 Allemands est attaqué dans une embuscade tendue sur la RN 86 près de Condrieu par 80 maquisards. Un grand nombre d’Allemands sont tués, mais seulement 7 maquisards (et 3 blessés), grâce à l’arrivée d’avions alliés qui bombardent la colonne allemande. Dans la nuit du 4 au 5, les armes parachutées destinées à Marchand sont prises par les maquisards FTP, qui en conservent une partie, bien que Marchand ait toujours aidé à l’armement des FTP et de l’AS en prélevant sur son maigre stock. Un détachement de 130 hommes, complètement équipés et armés, est laissé à la caserne Vaux à Montbrison sous les ordres du lieutenant Louis Gode, une recrue locale. Le 16, Marchand retourne en Angleterre depuis Chambéon près de Feurs. Il est transféré à l’armée française avec effet au 1er octobre 1944.

## Reconnaissance
Joseph Marchand a reçu les distinctions suivantes :
- Royaume-Uni : DSO ;
- France : Croix de guerre 1939-1945, Médaille de la Résistance.